# سنط مستطيل الورق
السنط مستطيل الورق هو نوع من السنط موطنه جنوب شرق أسترالية، من أقصى جنوب شرق كوِنزلَند، شرق جنوب وِلز الجديد شرق وجنوب فِكتورية وجنوب شرق جنوب أسترالية. لم تدرج أنها من الأنواع المهددة بالانقراض وتعتبر غازية في البرتغال ونيوزِلندة  وجنوب إفريقيا.

## الصور

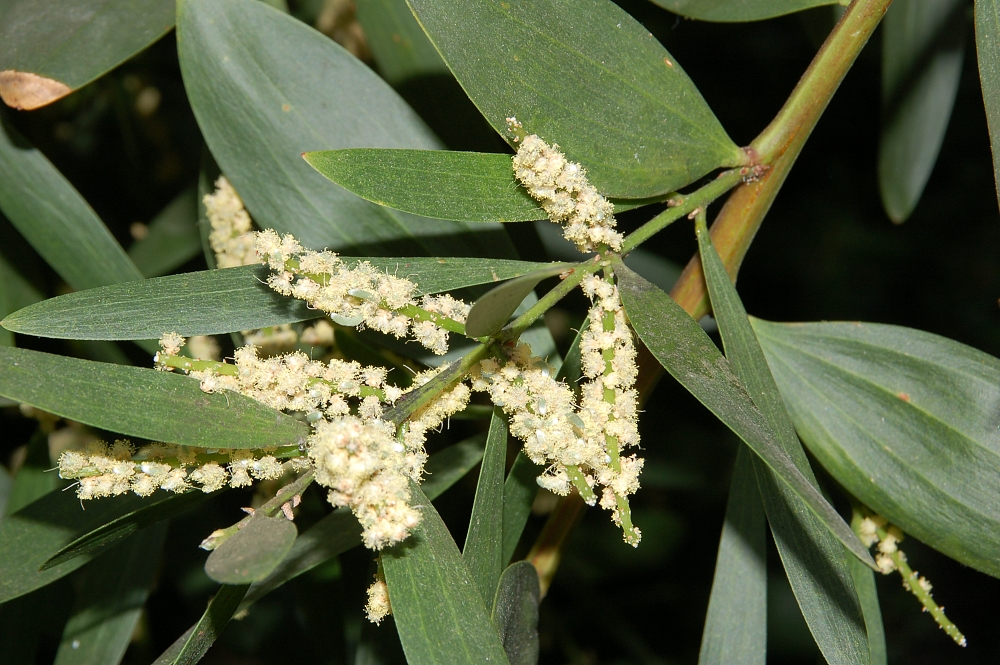
أزهار
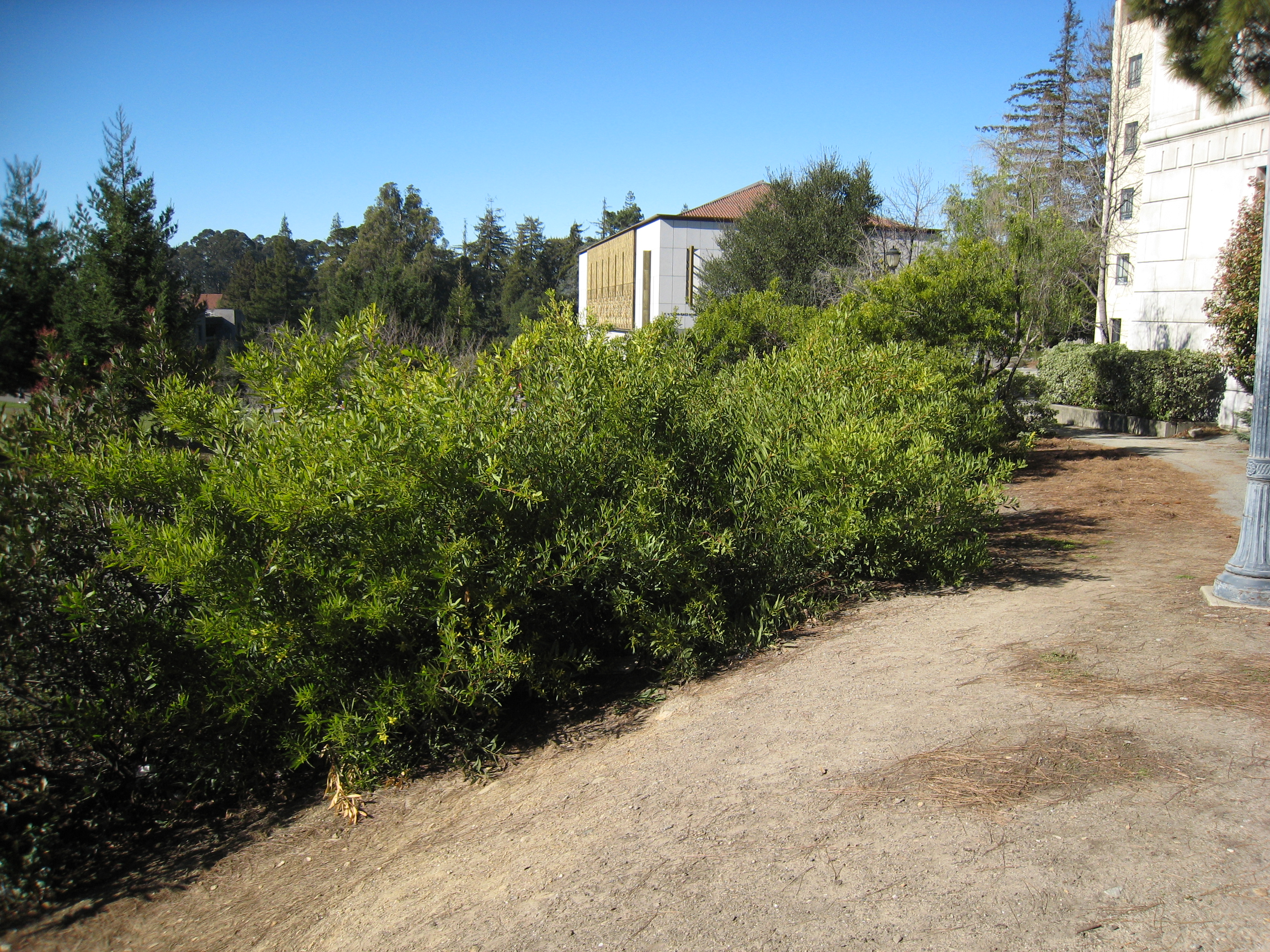
الأحراش
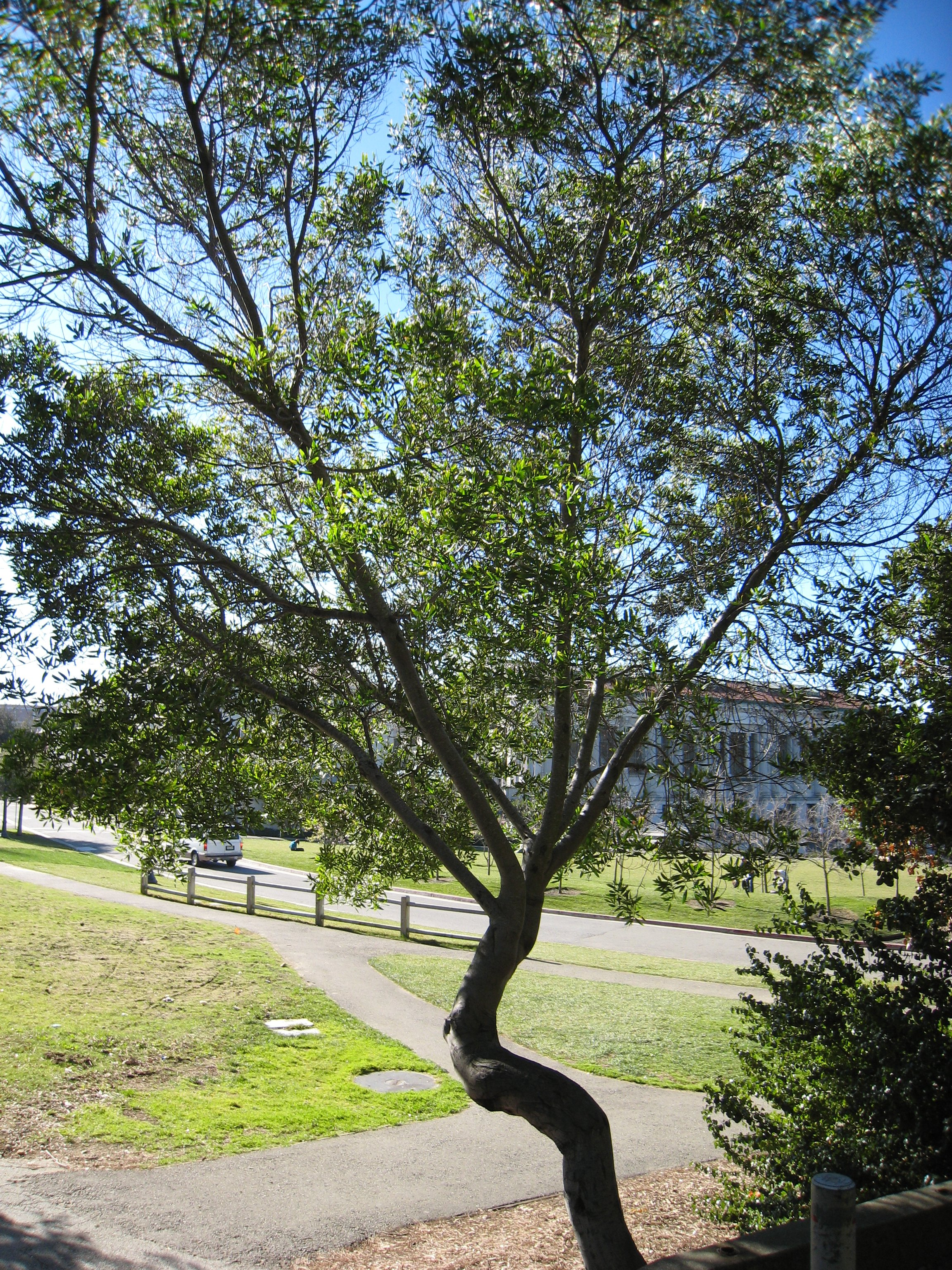
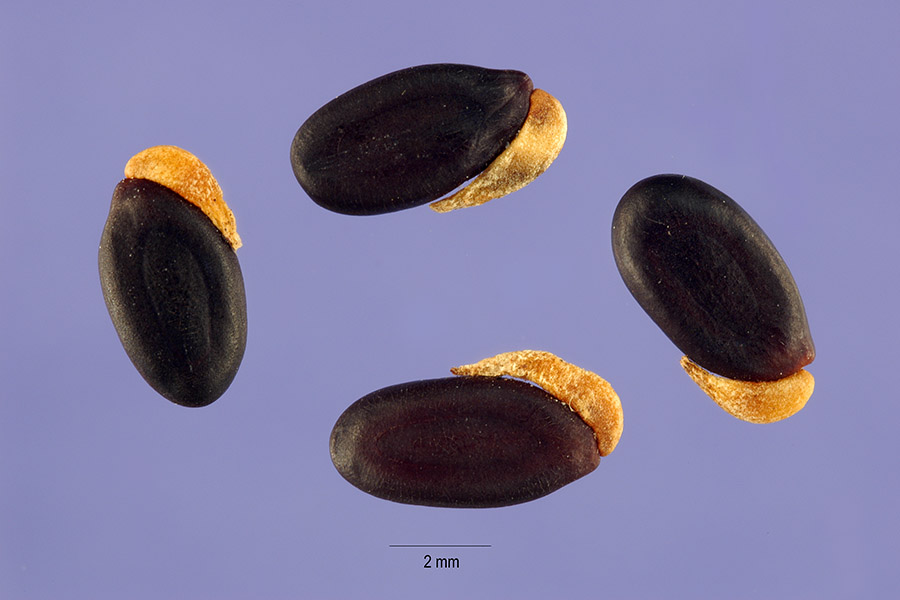
بذور
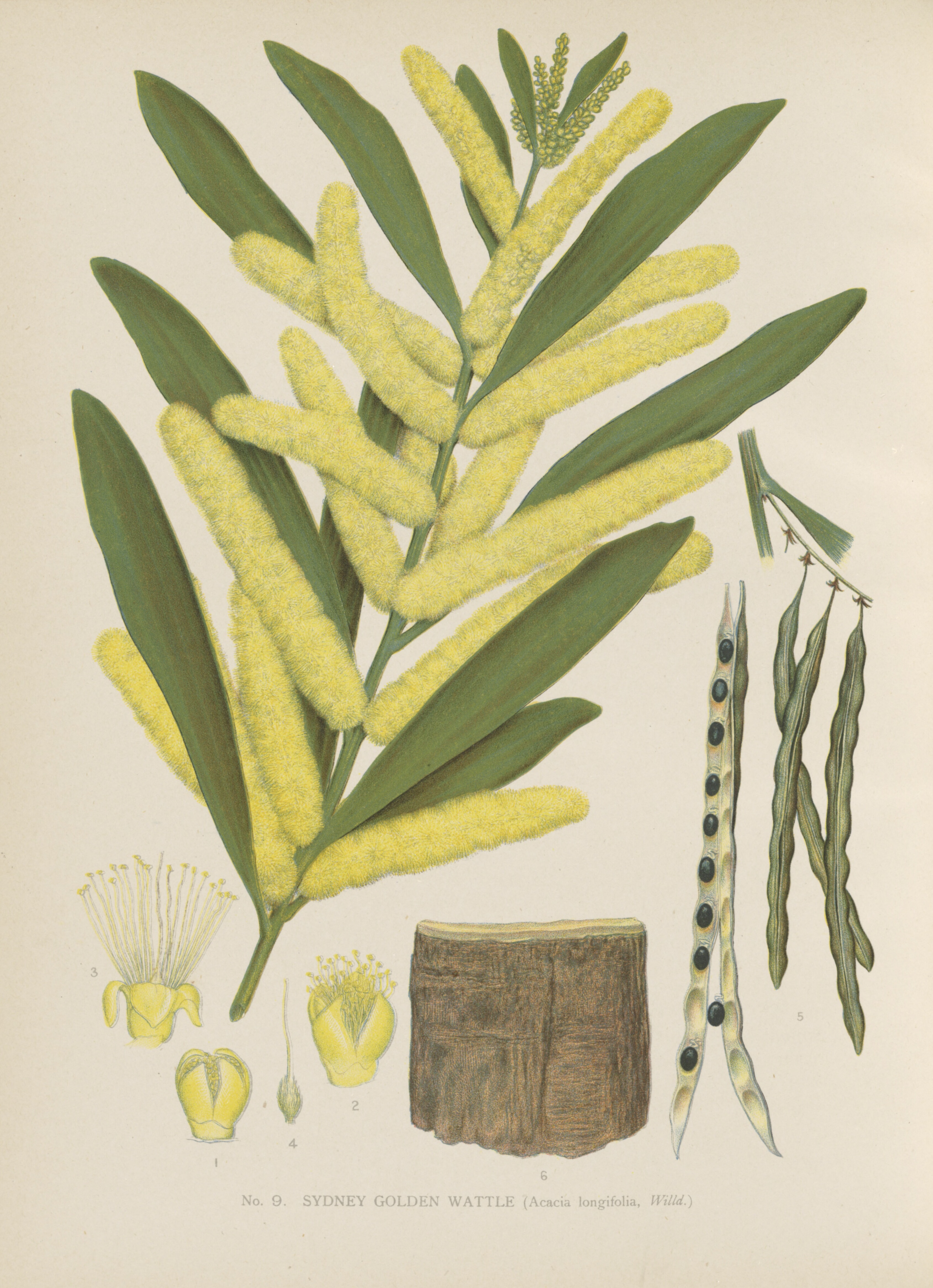
توضيح